# 阮翠琼
琼阮（英語：Quynh Nguyen，1976年—），本名阮翠琼，美国越南裔古典钢琴家。

## 生平
阮翠琼1976年出生于越南。她4岁开始学习钢琴，6岁进入河内音乐学院。9岁时首次登台表演。13岁时，她获得奖学金前往俄罗斯莫斯科格涅辛音乐学院学习。15岁时她跟随家人定居美国。她于2008年获得纽约大学音乐艺术博士学位，目前在纽约亨特学院任教。